# Dario Fo
Dario Luigi Angelo Fo (Sangiano, 24 marzo 1926 – Milano, 13 ottobre 2016) è stato un drammaturgo, attore, regista, scrittore, autore, illustratore, pittore, scenografo, attivista e comico italiano.
Fu autore di opere teatrali che fanno uso degli stilemi comici propri della commedia dell'arte italiana e che sono rappresentate con successo in tutto il mondo. In quanto attore, regista, scrittore, scenografo, costumista e impresario della sua stessa compagnia, Fo è stato un uomo di teatro a tutto tondo. Famoso per i suoi testi teatrali di satira politica e sociale e per l'impegno politico di sinistra, con la moglie Franca Rame fu tra gli esponenti del Soccorso Rosso Militante. Nel 1997 vinse il premio Nobel per la letteratura con la seguente motivazione:

## Biografia

### Origini familiari
Figlio di Felice Fo (Monvalle, 11 novembre 1898 - Luino, 31 dicembre 1986), capostazione e attore amatoriale, e di Pina Rota (Sartirana Lomellina, 20 settembre 1903 - Luino, 6 aprile 1987), crebbe, insieme al fratello Fulvio e alla sorella Bianca, in una famiglia intellettualmente vivace, nella quale poté ascoltare fin dalla prima infanzia le favole, frammiste a cronaca locale, raccontate dal nonno materno e le storie riportate da viaggiatori e artigiani. Proprio gli affabulatori di paese (ripetutamente citati e ricordati da Fo), grazie alla loro capacità di raccontare gli avvenimenti, avrebbero poi ispirato l'artista nel corso degli anni.

### La seconda guerra mondiale
Dopo l'armistizio dell'8 settembre 1943, a seguito della chiamata alle armi della neonata Repubblica Sociale Italiana si arruolò volontario nelle file dell'esercito fascista, prima nel ruolo di addetto alla contraerea a Varese e successivamente come paracadutista nelle file del "Battaglione Azzurro" di Tradate. La scoperta di questa militanza, emersa per la prima volta negli anni settanta, scatenò polemiche, querele e processi da parte di Dario Fo - all'epoca attivo rappresentante in campo artistico della cultura della sinistra italiana - che si trascinarono per alcuni decenni. Fo ammetterà e parlerà poi di questa parentesi, affermando che si era arruolato nell'unico esercito esistente, ma in quanto "italiano" e non in quanto fascista, per non essere deportato in Germania come lavoratore o come militare di leva, e che dopo essere stato spostato in numerosi luoghi di addestramento, venne quindi inserito nei paracadutisti.

Dario Fo e Franca Rame

### Inizi della vita artistica
Conseguito il diploma in pittura all'Accademia di belle arti di Brera di Milano, dal 1950 Fo cominciò a lavorare per la Rai come attore e come autore di testi satirici della Compagnia di rivista di Milano. È del 1952 la serie di suoi monologhi radiofonici intitolata Poer nano, inseriti nello spettacolo Scacco matto. Il 24 giugno 1954 sposò l'attrice e collega Franca Rame a Milano, nella basilica di Sant'Ambrogio. Poco dopo la coppia si trasferì a Roma, dove, il 31 marzo 1955, nacque loro figlio Jacopo. Sempre a Roma Fo, dal 1955 al 1958, lavorò come soggettista per il cinema. Nel 1956 Fo scrisse e interpretò, insieme a Franco Parenti, un varietà per la radio intitolato Non si vive di solo pane, che lo stesso Fo ricorderà in seguito come un programma di grande successo.
Nel 1962 Fo conduce sul Secondo Canale il programma di rivista satirico-musicale Chi l'ha visto?. Nello stesso anno lui e la moglie, che nel frattempo avevano fondato la Compagnia Dario Fo-Franca Rame, prepararono una serie di brevi pezzi per il programma televisivo Canzonissima. La censura intervenne così spesso che abbandonarono la televisione in favore del teatro. Le commedie prodotte tra il 1959 e il 1961 avevano la struttura della farsa, dilatata e arricchita da elementi di satira di costume. Con atteggiamento critico verso quello che lui denominava "teatro borghese", Fo recitava in luoghi alternativi quali piazze, case del popolo, fabbriche: luoghi dove egli poteva trovare un pubblico diverso da quello tipico dei teatri, composto soprattutto dalle classi subalterne e che normalmente aveva meno opportunità di accesso agli spettacoli teatrali. Nel numero 1 del 6 gennaio 1966 a pag. 3 del Pioniere dell'Unità viene pubblicata una sua lettera agli amici di Atomino.

#### Mistero buffo, il grammelot e il "teatro di narrazione"

Dario Fo durante le riprese del film Lo svitato in compagnia del regista Carlo Lizzani, 1955.

Nel 1968 insieme a Franca Rame, Massimo de Vita, Vittorio Franceschi e Nanni Ricordi fondò il gruppo teatrale Nuova Scena, con l'obiettivo di ritornare alle origini popolari del teatro e alla sua valenza sociale. Anche in questo caso, le rappresentazioni avvenivano in luoghi alternativi ai teatri e a prezzo "politico". Il 1º ottobre 1969, a Sestri Levante, Fo portò per la prima volta in scena, con grande successo, la "giullarata" Mistero buffo; egli, unico attore in scena, recitava una fantasiosa rielaborazione di testi antichi in grammelot, traendone una satira tanto divertente quanto affilata. Il grammelot, linguaggio teatrale che si rifà alle improvvisazioni giullaresche e alla Commedia dell'arte, è costituito da suoni che imitano il ritmo e l'intonazione di uno o più idiomi reali con intenti parodici. Nel caso specifico di Mistero buffo, il linguaggio utilizzato da Fo era una mescolanza dei vari dialetti della pianura padana. Mistero buffo costituisce, per certi versi, il modello di quel quasi-genere che si è soliti definire "teatro di narrazione".
Tra la fine degli anni sessanta e l'inizio dei settanta, Fo si schierò con le organizzazioni extraparlamentari di estrema sinistra e fondò il collettivo "La Comune", attraverso il quale tentò con grande passione di stimolare il teatro di strada. Al 1970 risale Morte accidentale di un anarchico, opera che segnò il ritorno di Fo alla farsa e all'impegno politico; l'opera, ufficialmente ispirata alla morte dell'anarchico Andrea Salsedo avvenuta negli anni '20 negli Stati Uniti, allude chiaramente alla morte di Giuseppe Pinelli accaduta nel 1969. Nell'opera, il commissario Sportivo, ispirato a Luigi Calabresi, è soprannominato "commissario Cavalcioni", poiché posiziona gli interrogati a cavalcioni di una finestra: Fo dunque accredita l'ipotesi della defenestrazione dolosa dell'anarchico. La vicenda si svolge in una stanza della procura centrale di Milano con protagonista quel "Matto" che ricorre spesso nel teatro di Fo quando occorre rivelare verità scomode. Il Matto adotta vari travestimenti (psichiatra, giudice, capitano della scientifica e vescovo) mediante i quali la versione ufficiale dei fatti mostra tutte le sue contraddizioni e, dal tentativo di costruire una versione plausibile, emergono altre esilaranti incongruenze. Sul caso Pinelli, tra l'altro, Fo firmò anche la lettera aperta", pubblicata dal settimanale L'Espresso nel giugno 1971.
Nel 1973 la casa editrice Bertani pubblicò ‘'Mistero Buffo'’. Nel 1974 l'Einaudi pubblicò parte delle commedie di Fo. Pochi anni dopo Fo, insieme alla moglie Franca Rame, tornò in televisione con un programma chiamato Il teatro di Dario Fo (in onda su Rete 2, a partire dal 22 aprile 1977, ore 20:30). La serie di trasmissioni avrebbe permesso al futuro premio Nobel di far apprezzare i propri lavori più recenti ad una più vasta schiera di persone – vasta come solo la platea televisiva poteva essere. Nel programma vennero proposte tutte le pièce registrate alcuni mesi prima nella Palazzina Liberty dell'antico Verziere di Milano. I titoli delle pièce erano: Mistero Buffo, che apriva la serie; Settimo: ruba un po' meno; Ci ragiono e canto; Isabella, tre caravelle e un cacciaballe; La signora è da buttare; Parliamo di donne, quest'ultima interpretata dalla sola Franca Rame.
A ribadire la fama trasgressiva o addirittura sovversiva della coppia Fo-Rame, Il teatro di Dario Fo, e soprattutto Mistero Buffo, attirarono l'attenzione del Vaticano che, per bocca del cardinale Ugo Poletti, reagì molto duramente ai modi e al linguaggio con cui nel programma si trattavano certi temi e personaggi religiosi o, più in particolare, ecclesiastici. Ma Fo non fu solo irriverente con la chiesa: ad esempio, in "Parliamo di donne" viene messo alla berlina il duo musicale Battisti-Mogol, in quegli anni all'apice del successo, tramite la recitazione in prosa di alcuni testi dalle loro canzoni: ad esempio, nel caso del testo di Emozioni, anziché il tema dell'amore non ricambiato, frequente nei testi del duo, Fo ne attribuisce un significato fortemente misogino.
Dario Fo fu anche autore dei testi di diverse canzoni (soprattutto per Enzo Jannacci), tuttavia l'unica volta in cui si ritrovò nella hit parade dei 45 giri, anche se fra le posizioni più basse, fu con la sigla del programma Il teatro di Dario Fo (intitolata ironicamente "Ma che aspettate a batterci le mani?").

#### Esperienze nel teatro dell'opera

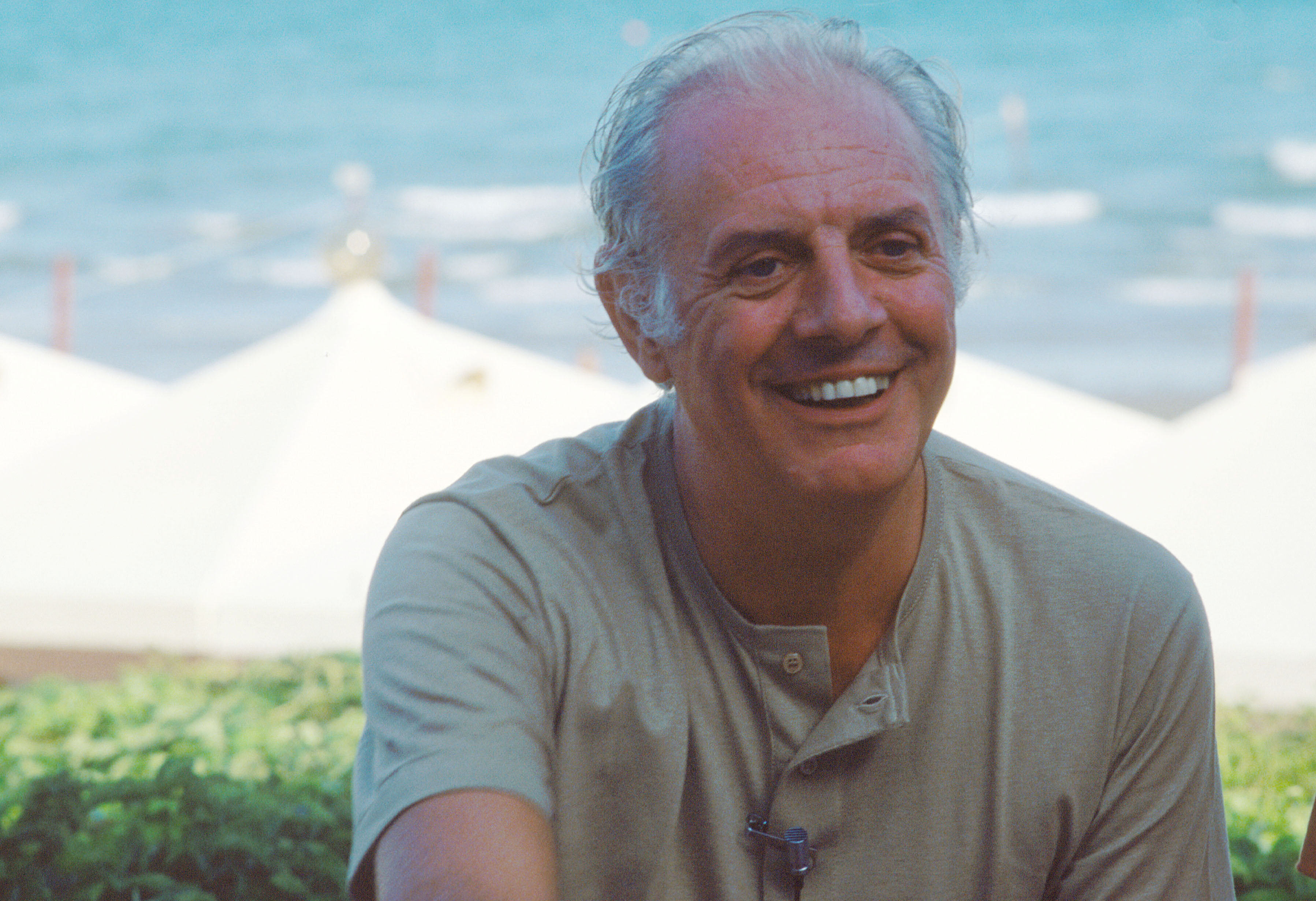
Dario Fo al Festival del cinema di Venezia nel 1985.

Il 18 novembre 1978, al Teatro Ponchielli di Cremona, debuttò Histoire du soldat di Igor' Fëdorovič Stravinskij, con la direzione di Claudio Abbado e la regia di Dario Fo. L'allestimento, realizzato da Fo in occasione del bicentenario del Teatro alla Scala di Milano, richiese più di trenta mimi e un grande palcoscenico, con un'apertura di almeno sedici metri, sul quale fu collocata una scena mobile, che gli interpreti dovevano spostare e ricomporre di volta in volta da soli. Successivamente, lo stesso spettacolo fu replicato nel Palasport Lino Oldrini di Masnago, a Paderno Dugnano, Cassano d'Adda, Cinisello Balsamo, Mantova e al PalaPianella di Cucciago e nel 1979 a Novate Milanese, Lodi, Monza, Teatro Coccia di Novara, Urbino, Teatro Tendastrisce di Roma, Teatro Carlo Goldoni (Livorno), Teatro Manzoni (Pistoia), Teatro Moderno di Grosseto, Teatro Verdi (Pisa), Palasport Villa Romiti di Forlì, Teatro Lirico di Milano e Bergamo.
Il 2 dicembre 1980, al Theâtre de l'Est parisien di Parigi, debuttò Histoire du tigre et autres histoires, spettacolo di e con Dario Fo. Il 14 marzo 1987, al Muziektheater di Amsterdam, si tenne la prima del Barbiere di Siviglia di Gioachino Rossini con regia, scenografia e costumi di Dario Fo. L'allestimento di Amsterdam fu poi ripreso da diversi teatri italiani ed europei, non ultima l'Opéra Garnier di Parigi nell'estate 1992. Fo si dedicò inoltre alla regia di altre opere di Rossini, come L'italiana in Algeri (al Rossini Opera Festival di Pesaro nel 1994) e Il viaggio a Reims.

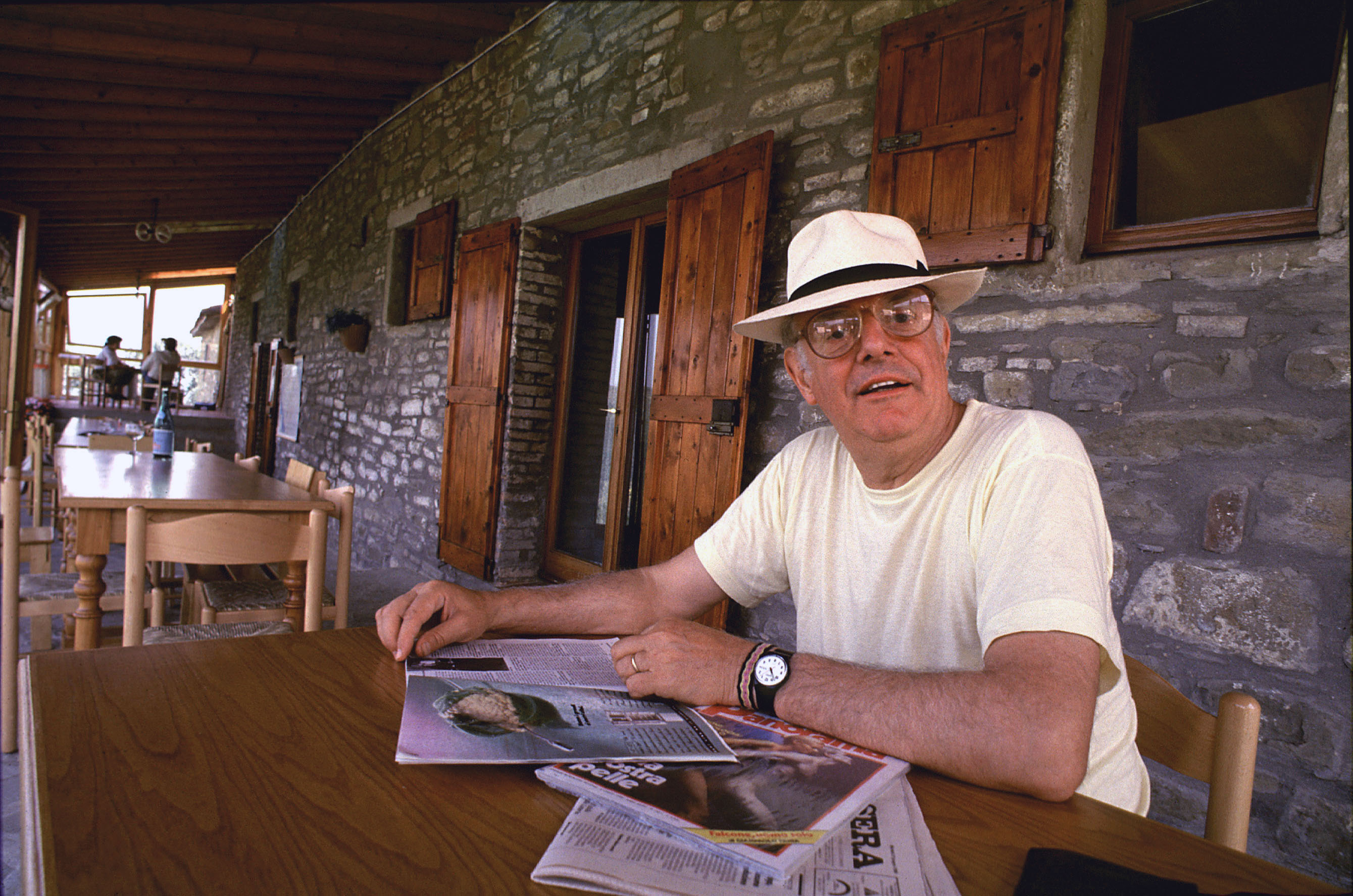
Dario Fo alla Libera Università di Alcatraz, presso Gubbio, nel 1988.

#### Gli anni '80 e '90
Durante l'estate del 1989 scrisse la commedia Il papa e la strega in cui si ritrovavano due tra le principali caratteristiche dell'opera di Fo, ovvero la capacità di cogliere l'attualità anche in argomenti apparentemente lontani, nonché l'anticlericalismo. Proprio in quel periodo infatti in Italia ferveva il dibattito sulla lotta alla droga e sulla necessità o meno di una riforma della legge n. 685 del 22 dicembre 1975 in senso maggiormente repressivo. La riforma, sponsorizzata dal governo Andreotti, suscitava posizioni ambivalenti nel Partito Socialista Italiano (malgrado proprio questo fosse il partito di Giorgio Casoli, relatore della riforma stessa, e avesse svariati ministri nell'esecutivo), ma soprattutto era avversata dagli antiproibizionisti, che la giudicavano controproducente. Nella commedia di Fo, il cui impianto è, come al solito, farsesco, viene fatta oggetto di satira la miopia mostrata dal governo nello sponsorizzare la riforma con l'appoggio della Chiesa.
Sempre nel 1989, la sua satira del servilismo produsse un nuovo tassello nella curiosa partecipazione allo sceneggiato televisivo I promessi sposi di Salvatore Nocita, dove Fo interpretava a suo modo il dottor Azzecca-garbugli. È da notare che in questa trasposizione filmica del romanzo di Alessandro Manzoni gli attori, fra molte polemiche, recitarono tutti in inglese (compreso Alberto Sordi, nella parte di don Abbondio); l'unico a rifiutarsi fu lo stesso Fo, che per questo conservò il ruolo nell'edizione italiana, venendo sostituito da John Karlsen in quella internazionale.
Il 1992 fu l'anno della celebrazione dei cinque secoli dalla scoperta dell'America. Fo raccontò l'evento alla sua maniera in Johan Padan a la descoverta de le Americhe, dove un povero della provincia bergamasca, cercando di sfuggire all'Inquisizione, scappa da Venezia per approdare in Spagna e giungere infine, con una serie di vicende, nel nuovo mondo. Qui Fo, per proporre una rilettura della storia alternativa a quella ufficiale, utilizzava lo stratagemma dell'eroe per caso che ha il suo piccolo ruolo in una vicenda più grande di lui. Sono molti i punti in comune con Mistero buffo: anche qui si utilizza un divertente grammelot padano-veneto, in un testo dove il messaggio stesso è divertente, in una favola dove il comico fornisce il suo dissacrante punto di vista del mondo. Anche in questo caso Fo è solo in scena interpretando tutti i personaggi.

### Il premio Nobel
Il 9 ottobre 1997 fu insignito del Premio Nobel per la letteratura, con la seguente motivazione: seguendo la tradizione dei giullari medievali, dileggia il potere restituendo la dignità agli oppressi. Fu a conoscenza del fatto mentre era sull'autostrada A1 con Ambra Angiolini, nel corso della registrazione di una puntata della trasmissione televisiva Milano-Roma: un'automobile si affiancò alla loro mostrando un cartello con su scritto "Hai vinto il Nobel". L'ultimo italiano ad aver ricevuto il Nobel per la letteratura era stato Eugenio Montale nel 1975, mentre era dal 1934 che non vinceva un drammaturgo italiano: in quel caso a vincere era stato Luigi Pirandello.
(Commento di Dario Fo)
La scelta dell'Accademia svedese divise il mondo della letteratura: Umberto Eco si dichiarò contento che fosse premiato un "autore che non appartenesse al mondo accademico tradizionale". Altri sostenitori furono Stefano Benni, Luciano De Crescenzo, Vittorio Sgarbi, Vincenzo Consolo, Tullio De Mauro, Giulio Einaudi, Alfredo Giuliani, Giorgio Albertazzi, Giorgio Strehler, Carmelo Bene, Vittorio Gassman e Gigi Proietti, mentre furono contrari Carlo Bo, Alfonso Berardinelli, Aldo Busi, Geno Pampaloni, Giulio Ferroni e Mario Luzi, che definì questa decisione "un'intenzione anti-letteraria contro di lui".

### Dopo il Nobel
Negli ultimi tempi, la produzione di Fo ha continuato a seguire le due strade parallele della commedia farsesca (Il diavolo con le zinne, 1997) e del monologo costruito sul modello archetipico di Mistero buffo (da Lu santo jullare Francesco del 1999 allo spettacolo-lezione Il tempio degli uomini liberi del 2004).
Il 18 marzo 1998 alle 22:45 Rai 2 trasmette la registrazione dello spettacolo Marino libero! Marino Innocente! (il cui testo fu poi edito in volume dalla Einaudi), dedicato alle vicende processuali scaturite dall'omicidio Calabresi. Il recital si concentra soprattutto sulle presunte incongruenze all'interno della testimonianza del pentito Leonardo Marino a carico di Sofri, Bompressi e Pietrostefani. La data di messa in onda coincise con quella di reclusione, stabilita dalla Corte d'appello di Milano, della richiesta di revisione del processo presentata dal legale dei condannati Alessandro Gamberini, ma l'orario di programmazione fu fissato dai dirigenti della rete ad alcune ore dopo la sentenza, per non influenzare la decisione dei magistrati incaricati (Giorgio Riccardi, Niccolò Frangosi e Giovanni Budano).

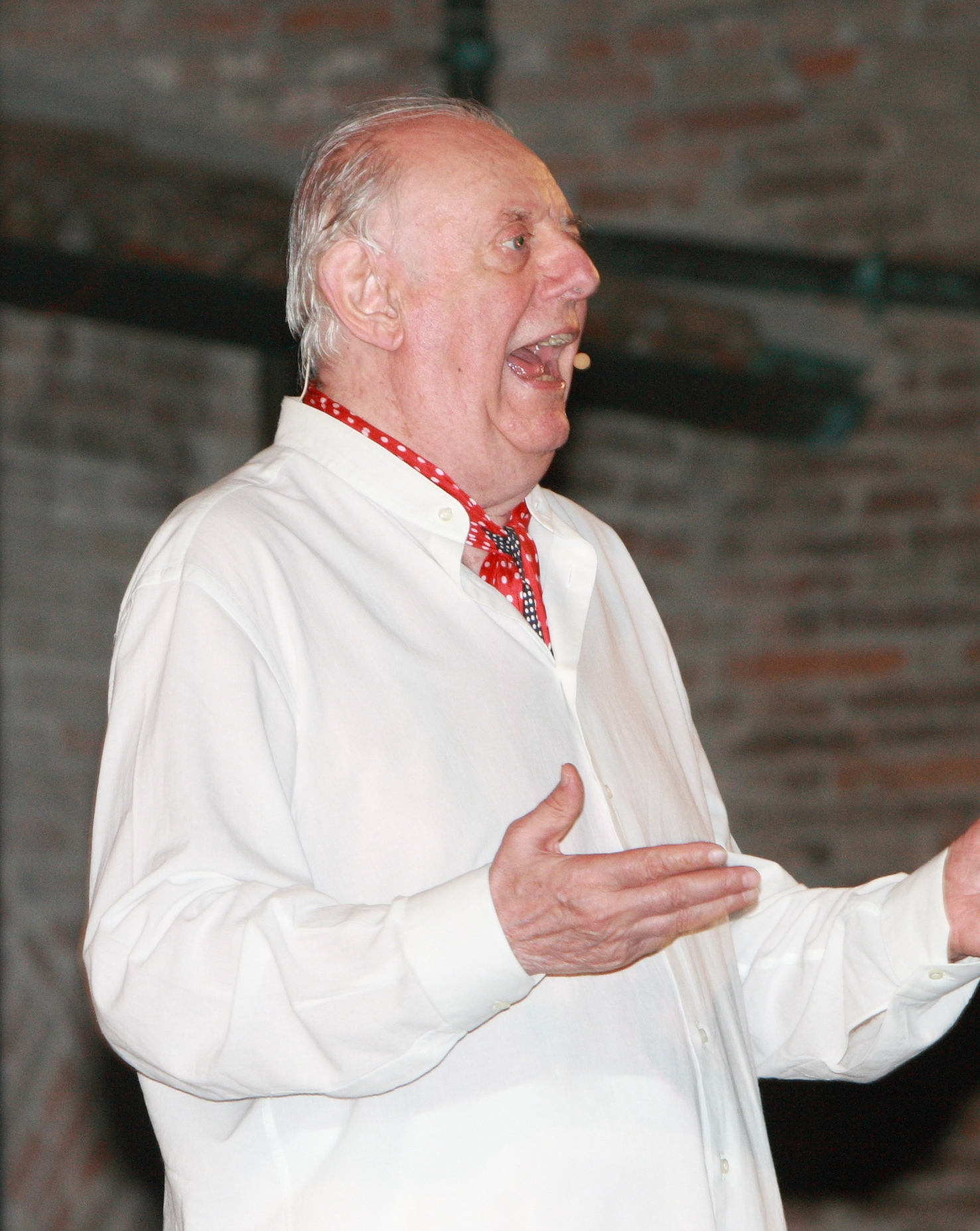
Dario Fo a Cesena nel 2008.

Nel 1999 Dario Fo fu insignito della laurea honoris causa dall'Università di Wolverhampton (Inghilterra centrale), insieme a Franca Rame. L'avvento del secondo governo Berlusconi lo sospinse nuovamente verso una produzione d'impegno civile e politico, che si concretò nell'allestimento di opere satiriche su Silvio Berlusconi, da Ubu rois, Ubu bas a L'anomalo bicefalo (scritta insieme alla moglie): in quest'ultima commedia, incentrata sulle vicende giudiziarie, politiche, economiche di Berlusconi, Fo impersonava il premier che, persa la memoria in seguito ad un incidente, riesce a riacquistarla confessando la verità sulle proprie vicende.
Della commedia fu temporaneamente impedita la diffusione televisiva, a causa della querela presentata da Marcello Dell'Utri, il quale contestava la citazione di alcune sue vicende giudiziarie all'interno della sceneggiatura (su L'anomalo bicefalo v. l'articolo di Scuderi nella bibliografia finale). Contemporaneamente Fo portò in scena, insieme a Giorgio Albertazzi, una serie di spettacoli-lezioni sulla storia del teatro in Italia, trasmessi anche in televisione, su Rai 2. Nel 2005 Fo fu insignito della laurea honoris causa alla Sorbona di Parigi, e l'anno successivo la stessa onorificenza gli fu assegnata dalla Sapienza di Roma. Prima di lui, solo altri due autori di teatro avevano ricevuto una laurea honoris causa dalla Sapienza: Luigi Pirandello e Eduardo De Filippo.
Il 16 novembre 2007 Fo presentò a Milano Zero - Inchiesta sull'11 settembre, il film cospirazionista di Giulietto Chiesa sui retroscena degli attentati dell'11 settembre 2001, film nel quale egli partecipa come personaggio e voce narrante. Nel 2008 ha collaborato con il cantautore pavese Silvio Negroni, scrivendo il brano La verzine e 'o Piccirillo, che Negroni ha eseguito nell'album del suo gruppo, I fio dla nebia.
Nel 2010 recitò in una canzone del cantautore Luca Bussoletti. Si tratta di A solo un metro, un brano sulle mine antiuomo il cui ricavato è devoluto ad Amnesty International sezione italiana. Il videoclip della canzone è girato in Afghanistan ed è mandato in esclusiva dal sito della rivista Rolling Stone.
In occasione della IV giornata nazionale dell'afasia, per sensibilizzare l'opinione pubblica sulla condizione delle persone afasiche, ha recitato un brano di grammelot nello spot televisivo promosso dalla fondazione Pubblicità Progresso. Tra dicembre 2011 e marzo 2012 con la moglie ha riportato in scena Mistero buffo in una serie di spettacoli nel nord Italia. Il 24 marzo 2012, giorno del suo ottantaseiesimo compleanno, ha inaugurato la mostra "Lazzi Sberleffi Dipinti" presso Palazzo Reale di Milano, esponendo più di 400 opere che percorrevano tutto l'arco della vita sua e di Franca Rame. Nel 2013 muore la moglie Franca Rame.
Il 17 gennaio 2014 partecipa a Le invasioni barbariche su LA7, insieme a Mika, esibendosi tra l'altro in un duetto sulle note della celeberrima Ho visto un re, da lui scritta, e condotta al successo da Enzo Jannacci. Sempre nel 2014 pubblica il suo primo romanzo, La figlia del Papa, ispirato alla figura di Lucrezia Borgia: nella donna, Fo ravvisa molti punti di contatto con Franca Rame. Lo stesso anno dedica uno dei suoi dipinti a Reyhaneh Jabbari, condannata a morte per l'omicidio del suo stupratore in Iran.
Nel 2015 pubblicò Un uomo bruciato vivo, scritto assieme a Florina Cazacu, figlia di Ion, un operaio rumeno bruciato vivo nel 2000 dal datore di lavoro per aver chiesto di essere messo in regola; Fo e Franca Rame si erano già occupati della vicenda della famiglia Cazacu, aiutando le figlie a raggiungere la madre in Italia, negato loro nel 2003 perché maggiorenni. Sempre nel 2015 aderisce alla manifestazione Il Grande Canale della Pace - Artisti contro la guerra, e pubblica il secondo romanzo, di nuovo a sfondo storico, C'è un re pazzo in Danimarca, sulla storia di Cristiano VII di Danimarca. Nel 2016 partecipa al film Sweet Democracy diretto dal regista Michele Diomà.

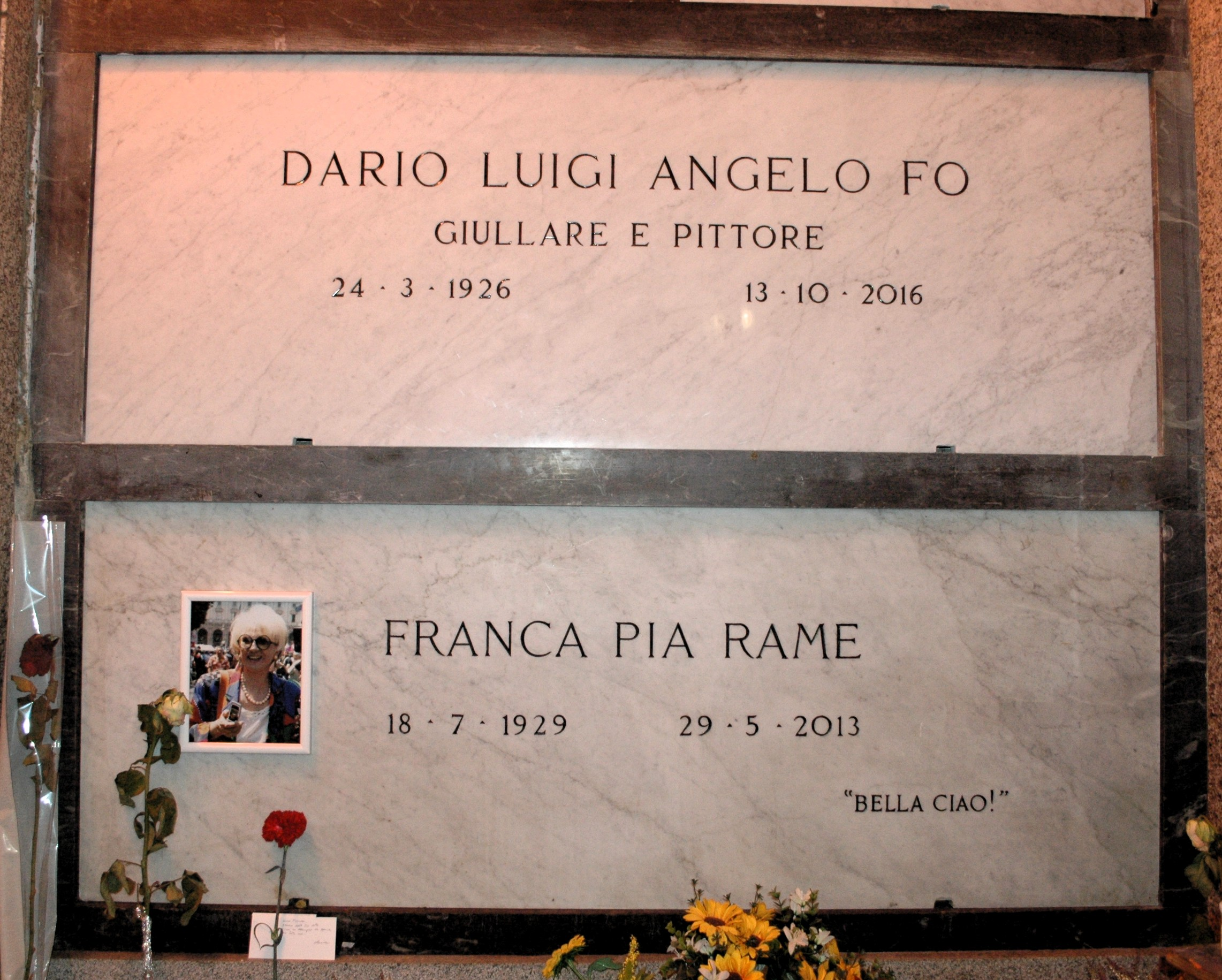
Tombe di Dario Fo e Franca Rame nella Cripta del Famedio del Cimitero monumentale di Milano.

### La morte
Ricoverato all'ospedale Luigi Sacco di Milano, Dario Fo muore il 13 ottobre 2016 a 90 anni per una crisi respiratoria. La camera ardente è stata allestita il 14 ottobre al foyer del Piccolo Teatro.
Fo è nella Cripta del Famedio del Cimitero monumentale di Milano, nel colombario, sopra a quello in cui riposa Franca Rame.

13 ottobre 1993: Dario Fo al centro sociale Leoncavallo.

## Attivismo politico
Negli anni di piombo, come attivisti del Soccorso Rosso Militante, Dario Fo e Franca Rame difesero pubblicamente Giovanni Marini, Achille Lollo (entrambi poi condannati), Giambattista Lazagna e Pietro Valpreda, come tra gli anni ottanta e novanta difenderanno gli ex membri di Lotta Continua accusati dell'omicidio Calabresi: Adriano Sofri, Giorgio Pietrostefani e Ovidio Bompressi, accusati dal "pentito" Leonardo Marino. Sulla vicenda Fo scrisse la commedia Marino libero! Marino è innocente!.
Nel 1973 la moglie Franca Rame venne sequestrata e violentata da alcuni neofascisti legati alla destra eversiva e ad ambienti militari, come ritorsione per l'attività politica svolta assieme al marito nei movimenti di sinistra. La compagnia teatrale Fo-Rame ebbe numerosi processi e querele, nonché intimidazioni e minacce, compreso il posizionamento di bombe artigianali inesplose nei luoghi dove si esibiva.
Nel 1980 venne loro negato il visto d'ingresso negli Stati Uniti, ricevendo la solidarietà di Arthur Miller (vittima, negli anni cinquanta, del maccartismo, poiché accusato di essere comunista), Bernard Malamud, Richard Foreman, Martin Scorsese e altri.
Il 29 gennaio 2006 Fo ha partecipato alle elezioni primarie dell'Unione per designare il candidato a sindaco di Milano, ottenendo il 23,3% dei voti e piazzandosi perciò secondo, dopo il vincitore Bruno Ferrante: la campagna del premio Nobel per le primarie è raccontata dal documentario Io non sono un moderato di Andrea Nobile.
Alle consultazioni comunali del capoluogo lombardo, quello stesso anno, Fo ha poi lanciato una propria lista civica "Uniti per Fo", che ha ottenuto il 2,12% dei consensi, sufficienti comunque a farlo eleggere consigliere comunale. Per sostenere la sua candidatura a sindaco, il 26 aprile 2006 è stato anche organizzato all'Area 51 di Milano uno show, intitolato Rock 'n' Fo, che ha visto protagonisti diversi giovani artisti, tra cui il cantautore Gabriele Savasta e la rock band Snatchers.

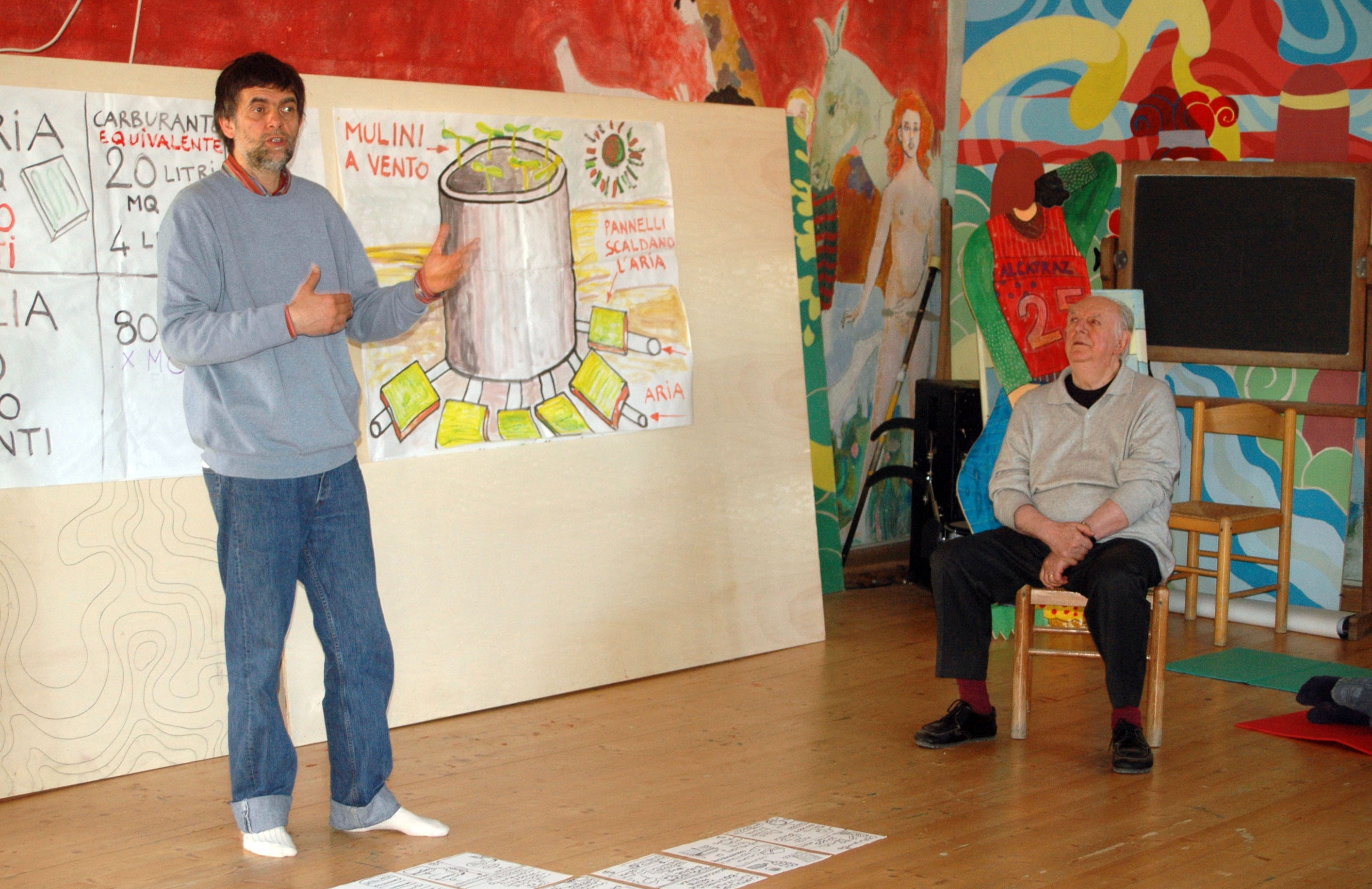
Dario Fo, con il figlio Jacopo, alla Libera Università di Alcatraz, nel 2007

Fo non ha mai svolto l'attività di consigliere comunale alla quale era stato eletto, poiché si è dimesso prima dell'insediamento del Consiglio, affermando di non avere tempo sufficiente da dedicare alla carica pubblica per cui si era candidato.
Il 17 febbraio 2007 è stato a Vicenza, alla manifestazione contro la costruzione dell'aeroporto militare americano presso il Dal Molin. Alle elezioni regionali lombarde del 2010 è candidato nel listino bloccato del candidato della Federazione della Sinistra Vittorio Emanuele Agnoletto senza essere eletto.
Per le elezioni politiche del 2013 ha manifestato il proprio appoggio alla lista Rivoluzione Civile di Antonio Ingroia e al Movimento 5 Stelle di Beppe Grillo, insieme al quale e a Gianroberto Casaleggio, ha scritto anche il libro "Il Grillo canta sempre al tramonto – Dialogo sull'Italia e il Movimento 5 Stelle" (Chiarelettere). Il 19 febbraio per il comizio di Grillo a Piazza Duomo a Milano, paragonando il percorso politico dei 5 Stelle alla guerra di liberazione, ha dichiarato: "L'ultima guerra mondiale: ci fu una festa come questa e c'era tanta gente come siete voi, felici, pieni di gioia. Non dico speranza: la speranza lasciamola a parte. Di certezza, che si sarebbe rovesciato tutto, e non ci siamo riusciti. Fatelo voi per favore, fatelo voi. Ribaltate tutto per favore. Non mollate per favore. Non mollate. Si ricomincia da capo!"
Grillo in seguito ha proposto Dario Fo come possibile successore di Giorgio Napolitano alla Presidenza della Repubblica. Fo ha risposto alla proposta dichiarando che "Fare questo lavoro è duro e sarebbe disastroso per i miei interessi fondamentali cui tengo molto: tenere lezioni ai ragazzi, incontrarmi coi giovani, avere rapporti creativi, scrivere, tenere conferenze".

## Caratteristiche e stile
Fra le caratteristiche più note dell'opera di Fo ci sono l'anticonformismo, l'anticlericalismo e, più in generale, l'esercizio di una forte critica rivolta, attraverso lo strumento della satira, alle istituzioni (politiche, sociali, ecclesiastiche) e alla morale comune. La sua costante opposizione a ogni forma di potere costituito rende Fo non soltanto un artista "scomodo", ma l'antitesi degli intellettuali organici, tutti presi dal compito di conservare l'egemonia culturale già esistente o di crearne una alternativa. Dario Fo era ateo.

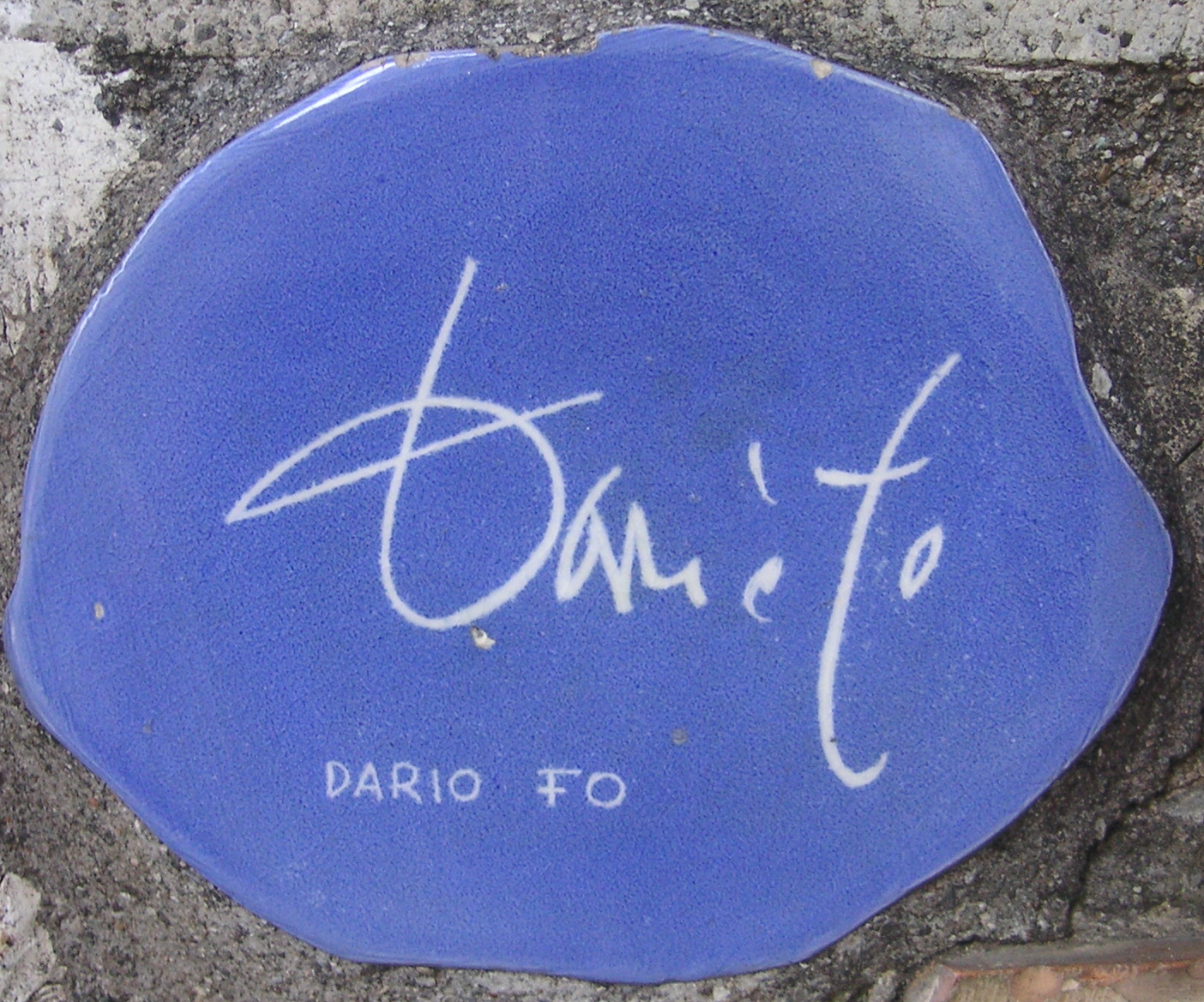
Piastrella autografata da Dario Fo sul muretto di Alassio

All'interno della sua vasta produzione (circa settanta lavori), i personaggi dell'attualità, della storia o del mito sono presentati sempre in un'ottica rovesciata, opposta a quella comune (il gigante Golia è buono e pacifico, mentre Davide è un litigioso rompiscatole, Napoleone e Nelson si comportano come bambini che si fanno reciproci dispetti, ecc.). Già nei primi spettacoli compare, sia pure in embrione, quella satira fatta di smitizzanti ribaltamenti tanto frequente nei successivi lavori di Fo.
Tanto importante quanto la componente critica della satira di Fo è la capacità di costruire e mettere in scena delle perfette macchine per far ridere, sul modello delle farse e dei vaudeville (commedie brillanti) e con rimandi sia al filone popolare dei lazzi della Commedia dell'arte, sia alle gag del circo e del cinema muto. Questo è il tipo di produzione alla quale Fo si è dedicato dal 1957 al 1961. 

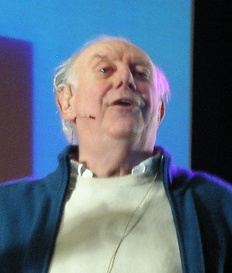
Dario Fo

Fo torna sempre ad usare i meccanismi della farsa, fondendoli con una satira di rara efficacia. Rispetto alle prime commedie, però, col tempo si fanno più accentuati gli intenti satirici nei confronti del potere costituito. Lo spettacolo spesso si articola, secondo lo schema del "teatro nel teatro", in una struttura a cornice, con una storia esterna che ne contiene un'altra. La commedia si inserisce in un filone demistificatorio, ossia nel tentativo di raccontare fatti e personaggi della storia e dell'attualità secondo un'ottica alternativa (magari totalmente immaginaria), priva di quella retorica e di quegli stereotipi a cui la cultura ufficiale fa ricorso tanto di frequente. Questo è un nodo centrale nella poetica di Dario Fo, come egli stesso dichiara:
(da Dario Fo parla di Dario Fo, Lerici, 1977)
Un personaggio frequente nel teatro di Fo è quello del Matto a cui è permesso dire le verità scomode (vedi ad esempio Morte accidentale di un anarchico). Spesso il mondo delle commedie di Fo è popolato da personaggi "da sottobosco", visti però in chiave positiva: ubriachi, prostitute, truffatori carichi di inventiva, matti che ragionano meglio dei sani e simili. Di certo non è estranea alla scelta di questo tipo di personaggi l'influenza degli anni vissuti a Sangiano, il paese natale, che Fo descrive così
Anche la burocrazia è presa di mira: in Gli arcangeli non giocano a flipper, un personaggio scopre di essere iscritto all'anagrafe come cane bracco. Pur avendo scoperto che l'errore è frutto della vendetta di un impiegato impazzito per una mancata promozione, il protagonista è costretto dalle ferree leggi della burocrazia a comportarsi da vero cane bracco e solo dopo che, come cane randagio, sarà stato ufficialmente soppresso potrà tornare uomo e riscuotere i soldi che gli spettano. Qui la burocrazia ha una sua logica chapliniana, per cui non ciò che esiste viene annotato sulle carte, ma ciò che le carte certificano deve esistere.
Questa surreale situazione può essere vista come variazione in chiave vaudeville, de Il fu Mattia Pascal di Luigi Pirandello. Non è chiaro se la parodia sia voluta o meno, ma certo è che, dopo le accuse di eccessivo cerebralismo che Fo ha sempre mosso a Pirandello, non è da escludere una deliberata volontà parodistica. Il rapporto tra Fo autore e Fo attore può essere riassunto da ciò che egli stesso scrive in un articolo nel 1962: "Gli autori negano che io sia un autore. Gli attori negano che io sia un attore. Gli autori dicono: tu sei un attore che fa l'autore. Gli attori dicono: tu sei un autore che fa l'attore. Nessuno mi vuole nella sua categoria. Mi tollerano solo gli scenografi".
Se c'è un testo che però non può prescindere dalla presenza scenica di Fo, questo è "Mistero buffo" (1969), lungo monologo in grammelot che imita il dialetto padano, che offre una versione smitizzata di episodi storici e religiosi, coerente con l'idea che "il comico al dogma fa pernacchi, anzi ci gioca, con la stessa incoscienza con cui il clown gioca con la bomba innescata". Una delle idee guida dello spettacolo è che la cultura alta abbia sempre rubato a mani basse elementi della cultura popolare, rielaborandoli e spacciandoli per propri (sul rapporto tra Fo e la cultura popolare, si veda Antonio Scuderi, Dario Fo and Popular Performance, Legas 1998 e, dello stesso autore, Le cuit et le cru: il simbolismo zoomorfico nelle giullarate di Dario Fo, nel volume Coppia d'arte citato nella bibliografia conclusiva).
Figura centrale di tutto lo spettacolo è quella del giullare, in cui Fo si identifica, rifacendosi alle origini dì questa figura come quella di colui che incarnava e ritrasmetteva in chiave grottesca le rabbie del popolo. Negli anni sessanta e settanta nella società italiana personaggi come Dario Fo e Leonardo Sciascia esplicavano, tramite l'analisi dialettica della situazione politica e socio-culturale e, soprattutto, del linguaggio eufemistico e accomodante di cui si avvale tuttora la classe politica, per mostrare il marciume, le fallacie logiche, le segrete connivenze fra le classi dominanti e i favoreggiamenti che si celano sotto il perbenismo politico.
Commedie come Morte accidentale di un anarchico non sono altro che il coerente accorpamento di tutti i dati e di tutte le comunicazioni ufficiali, sempre contrastanti e sconcertanti, se raccolti sistematicamente, e segno dell'arroganza del potere. Gli interventi di Fo sull'argomento sono tipici della commedia dell'arte e della tradizione comica italiana così come della più feroce satira politica tedesca: la forma rende il testo umoristico e nel contempo mette a nudo i soprusi del potere e la crudeltà inarrestabile della burocrazia, la fabula vera e propria invece è desunta dalla realtà.
Il procedimento usato in questi casi è quello, già visto anche in altri autori, di portare alle estreme conseguenze l'affermazione dell'avversario fino a farla cadere. Qui tale tecnica è arricchita dal fatto che colui che la usa finge di stare dalla stessa parte di chi vuol sbugiardare. Gli elementi farseschi dovuti alla girandola di situazioni create dai continui cambi di identità del protagonista, servono a mantenere lo spettacolo, pur di argomento così drammatico, su quel registro comico, essenziale per Fo, al fine di evitare il rischio della catarsi e dell'indignazione (come in Pirandello).
Fo attualizza la tecnica e la figura del giullare come reincarnazione delle voci eretiche del passato, con una funzione fortemente polemica nel presente; sincronizza passato e presente realizzando un effetto straniante, usando il grottesco e la logica e, senza confondere i piani temporali, insinua nel presente un frammento di passato che ha una valenza negli avvenimenti politici contemporanei.
In un altro contesto l'opera di Fo può essere ricondotta a Pirandello, infatti i suoi personaggi si confrontano con una società snaturante e con una crisi esistenziale che li spinge a lottare per affermare le proprie ragioni e per smascherare le false verità imposte dall'alto.
Nel novembre 2009, dopo la sentenza di Strasburgo che stabilì, temporaneamente, la rimozione dei crocifissi dalle aule scolastiche, Dario Fo si schierò a favore della Corte europea paragonando il Cristo in croce alla svastica e alla falce e martello, ovvero a simboli ideologici da rimuovere dalla società.

## La controversia sulla militanza nella R.S.I.
Nel 1975, Giancarlo Vigorelli sul quotidiano Il Giorno scrisse: «Anche Fo sa di avere in pancia l'incubo dei suoi trascorsi fascisti». Fo querelò il giornalista e il quotidiano per diffamazione e la vicenda si concluse con la pubblicazione di una rettifica. Ma il senatore Giorgio Pisanò del Movimento Sociale Italiano, direttore del Candido, documentò il trascorso repubblichino di Dario Fo, volontario nei parà e sottufficiale delle Brigate nere, che si distinse per i rastrellamenti casa per casa nei centri vicini al Lago di Como.
Nello stesso anno, il deputato democristiano Michele Zolla presentò invano un'interrogazione al Ministro della Difesa per sapere se rispondesse a verità questo fatto. Nel 1977 Fo accusò Luigi Calabresi (da lui ribattezzato "commissario Cavalcioni"), di avere gettato dalla finestra della questura di Milano l'anarchico Pino Pinelli il giorno dopo della strage di piazza Fontana. In seguito attaccò il PM genovese Mario Sossi per aver fatto arrestare l'ex-comandante partigiano Giambattista Lazagna. Nello stesso anno Fo querelò per diffamazione Gianni Cerutti per aver pubblicato su II Nord un articolo che lo attaccava con parole pesanti: «A Fo non conviene ritornare a Romagnano Sesia dove qualcuno lo potrebbe riconoscere: rastrellatore, repubblichino, intruppato nel battaglione Mazzarini della Guardia Nazionale della Repubblica di Salò».

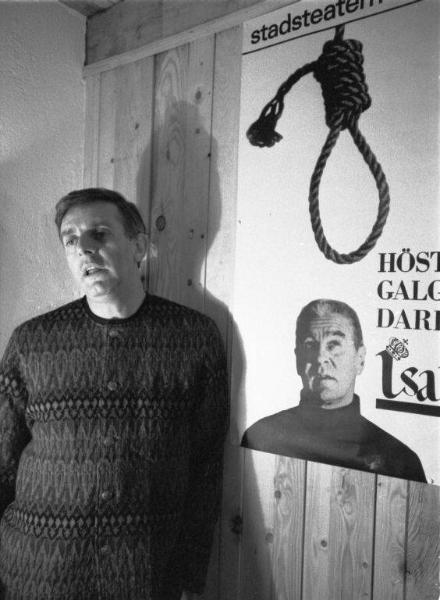
Dario Fo nella sua casa di Cernobbio nel 1966, fotografato da Carla Cerati

Il processo si svolse a Varese dove veniva stampato Il Nord: alla prima udienza, nel febbraio 1978, messo dinanzi a una foto che lo ritraeva con la divisa della Rsi, Dario Fo si giustificò raccontando che, all'età di 18 anni, nel 1944, collaborava con il padre, esponente della Resistenza nel Varesotto. Preso tre volte dai tedeschi, e sempre scappato, si era arruolato volontario nei paracadutisti repubblichini a Tradate, ma lo aveva fatto per non destare sospetti, anzi, d'accordo con i partigiani amici del padre. Il suo sogno era sempre stato quello di unirsi alla formazione Lazzarini, la banda partigiana che combatteva i nazifascisti sulla riva orientale del Lago Maggiore. Nel frattempo a marzo il giornalista Luciano Garibaldi sul settimanale Gente pubblicò la foto di Dario Fo in divisa da parà repubblichino con le testimonianze di una decina di ex-camerati di Tradate tra cui Carlo Maria Milani secondo il quale Fo partecipò, con il compito di portare bombe, al rastrellamento della Val Cannobina per la riconquista dell'Ossola.
Nello stesso articolo è presente l'intervista dell'ex comandante partigiano Giacinto Domenico Lazzarini: «Le dichiarazioni di Dario Fo destano in me non poca meraviglia. Dice che la casa di suo padre era a Porto Valtravaglia, era un "centro" di resistenza. Strano. Avrei dovuto per lo meno saperlo. Poi dice che "era d'accordo con Albertoli" per raggiungere la mia formazione. Io avevo in formazione due Albertoli, due cugini, Giampiero e Giacomo. Caddero entrambi eroicamente alla Gera di Voldomino e alla loro memoria è stata concessa la medaglia di bronzo al valor militare. Forse Fo potrà spiegare come faceva ad essere d'accordo con uno dei due Albertoli di lasciare Tradate nel gennaio 1945, quando erano entrambi caduti quattro mesi prima. Senza dire, poi, che i cugini Albertoli erano tra i più vicini a me e mai nessuno dei due mi parlò di un Dario Fo che nutriva l'intento di unirsi alla nostra formazione […] Se Dario Fo si arruolò nei paracadutisti repubblichini per consiglio di un capo partigiano, perché non lo ha detto subito, all'indomani della Liberazione? Sarebbe stato un titolo d'onore, per lui. Perché mai tenere celato per tanti anni un episodio che va a suo merito?».
Subito dopo, in un'intervista a La Repubblica Fo dichiarò: «Io repubblichino? Non l'ho mai negato. Sono nato nel '26. Nel '43 avevo 17 anni. Fino a quando ho potuto ho fatto il renitente. Poi è arrivato il bando di morte. O mi presentavo o fuggivo in Svizzera. Mi sono arruolato volontario per non destare sospetti sull'attività antifascista di mio padre, quindi d'accordo con i partigiani amici di mio padre». Le dichiarazioni di Milani e Lazzarini provocarono grande scalpore, tant'è che furono chiamati a testimoniare nel processo di Varese contro Fo il quale, dopo un acceso confronto, li denunciò per falsa testimonianza. La querela al comandante partigiano Giacinto Lazzarini provocò non poco stupore, poiché nella biografia "La storia di Dario Fo", di Chiara Valentini, si legge che «il leggendario comandante Lazzarini fu l'idolo della mia vita».
Il processo di Varese durò un anno e si concluse il 15 febbraio 1979, dopo oltre dieci udienze, con una sentenza che assolve per intervenuta amnistia il direttore de II Nord. Nel 1979 nella sentenza fu scritto: «È certo che Fo ha vestito la divisa del paracadutista repubblichino nelle file del Battaglione Azzurro di Tradate. Lo ha riconosciuto lui stesso – e non poteva non farlo, trattandosi di circostanza confortata da numerosi riscontri probatori documentali e testimoniali – anche se ha cercato di edulcorare il suo arruolamento volontario sostenendo di avere svolto la parte dell'infiltrato pronto al doppio gioco. Ma le sue riserve mentali lasciano il tempo che trovano. […] lo rende in certo qual modo moralmente corresponsabile di tutte le attività e di ogni scelta operata da quella scuola nella quale egli, per libera elezione, aveva deciso di entrare. È legittima dunque per Dario Fo non solo la definizione di repubblichino, ma anche quella di rastrellatore».

Milani fu assolto dall'accusa di falsa testimonianza con sentenza definitiva nel 1980 perché «il fatto non sussiste». La sentenza non fu appellata e così passò in giudicato. Fo dichiarerà poi nel 2000 al Corriere della Sera: 
Nel 2004 Oriana Fallaci ritornerà sulla questione, attraverso numerose interviste e in particolare scrivendo ne La forza della ragione: «Fui esposta al pubblico oltraggio. Istigato, questo, da un vecchio giullare [Dario Fo] della repubblica di Salò. Cioè da un fascista rosso che prima d'essere fascista rosso era stato fascista nero quindi alleato dei nazisti che nel 1934, a Berlino, bruciavano libri degli avversari». Nel 2007 viene pubblicata l'autobiografia "Il mondo secondo Fo. Conversazione con Giuseppina Manin" edita da Guanda. Nel libro viene riaperta la questione, Dario Fo «ha fatto parte della Repubblica di Salò», osserva l'intervistatrice Giuseppina Manin, coautrice del libro. Dario Fo non si sottrae e risponde che quella «parentesi» lui non l'ha «mai negata».
Ammette di essersi arruolato «per salvare la pelle». E fa notare la differenza con un altro premio Nobel, Günter Grass, che la sua militanza nelle Waffen-SS l'ha tenuta nascosta fino al 2006. «Quello che più mi ha colpito della sua vicenda è il fatto di aver tenuto quel segreto dentro per tutto il tempo. Grass ha convissuto con la sua colpa per oltre sessant'anni».

## Cultura di massa
Dario Fo è comparso brevemente in un episodio (Accordi di bifolchi, 2007) della serie animata I Simpson, come personaggio di un cartellone teatrale e in successiva scena. Si tratta dell'unico personaggio italiano contemporaneo ad essere parodiato dalla serie animata, assieme a Carla Bruni.
Nel 1997, Dario Fo è voce narrante nella versione italiana dello spot commerciale televisivo dell'allora Apple Computer Inc. (oggi Apple), intitolato "Here's to the Crazy Ones".

## Opere

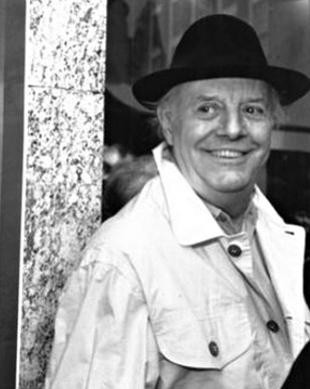
Dario Fo

Sono molte le farse con cui Fo si prende gioco del mondo ecclesiastico (dal quale gli sono giunte spesso critiche) e della morale borghese, ma che sono comunque intrise di valori sociali e politici. Molte sono state ideate e interpretate assieme a Franca Rame.
- Il dito nell'occhio (1953)
- Sani da legare (1954)
- Teatro comico, Milano, Garzanti, 1962.

Contiene: La marcolfa, Gli imbianchini non hanno ricordi, I tre bravi, Non tutti i ladri vengono per nuocere (1958), Un morto da vendere, I cadaveri si spediscono e le donne si spogliano, L'uomo nudo e l'uomo in frak, Canzoni e ballate.
- Le commedie di Dario Fo, Torino, Einaudi, 1966.

Contiene: Gli arcangeli non giocano a flipper (1959); Aveva due pistole con gli occhi bianchi e neri (1960); Chi ruba un piede è fortunato in amore (1961); Isabella, tre caravelle e un cacciaballe (1963); Settimo: ruba un po' meno (1964); La colpa è sempre del diavolo (1965).
- Mistero buffo. Giullarata popolare in lingua padana del '400, Cremona, Tip. Lombarda, 1969.
- Legami pure che tanto io spacco tutto lo stesso, Cremona, Tip. Lombarda, 1969.
- L'operaio conosce 300 parole, il padrone 1000, per questo è lui il padrone, Cremona, Tip. Lombarda, 1969.
- Compagni senza censura, I, Milano, Mazzotta, 1970.

Di Fo contiene: Mistero buffo; Legami pure che tanto io spacco tutto lo stesso; L'operaio conosce 300 parole il padrone 1000, per questo lui e il padrone.
- Vorrei morire anche stasera se dovessi pensare che non è servito a niente. Resistenza: parla il popolo italiano e palestinese. In appendice: documenti sulla lotta palestinese, Verona, EDB, 1970.
- Morte accidentale di un anarchico. Prima rappresentazione, sabato 5 dicembre 1970 a Varese, Verona, EDB, 1970.
- Tutti uniti! Tutti insieme! Ma scusa quello non è il padrone? Lotte operaie 1911-1922, Verona, EDB, 1971.
- Morte e resurrezione di un pupazzo, Verona, Sapere, 1971.
- Fedayn, Verona, Sapere, 1972.
- Ordine! Per DIO.OOO.OOO, Verona, Bertani, 1972.
- Pum, pum! chi è? la polizia! Con cronologia storico-politica 1969-72 della strage di Stato, spettacolo satirico in due atti col Collettivo Teatrale La Comune, Verona, Bertani, 1972; 1973; 1974. La prima nazionale dello spettacolo fu il 7 dicembre 1972 al Circolo Quarticciolo La Comune di Roma, e la locandina era disegnata da Dario Fo.
- Compagni senza censura, II, Milano, Mazzotta, 1973.

Di Fo contiene: Tutti uniti! Tutti insieme! Ma scusa quello non è il padrone?; Morte accidentale di un anarchico; Vorrei morire anche stasera se dovessi pensare che non è servito a niente; Fedayn.
- Guerra di popolo in Cile, Milano, Mazzotta, 1973.
- Ballate e canzoni, Verona, Bertani, 1974.
- Non si paga, non si paga!, Milano, Collettivo teatrale La comune, 1974.
- Intervista con Dario Fo; Il Fanfani rapito (1973), in Lanfranco Binni, Attento te...! Il teatro politico di Dario Fo, Verona, Bertani, 1975.
- Le commedie di Dario Fo, III, Torino, Einaudi, 1975.

Contiene: Grande pantomima con bandiere e pupazzi piccoli e medi (1968); L'operaio conosce 300 parole il padrone 1000, per questo lui è il padrone; Legami pure che tanto io spacco tutto lo stesso.
- La giullarata, Verona, Bertani, 1975.
- La marijuana della mamma è la più bella, Verona, Bertani, 1976.
- Poer Nano, Milano, Ottaviano, 1976.
- La signora è da buttare. [Commedia per soli clown], Torino, Einaudi, 1976. (1967)
- Le commedie di Dario Fo, IV, Torino, Einaudi, 1977.

Contiene: Vorrei morire anche stasera se dovessi pensare che non è servito a niente; Tutti uniti! tutti insieme!; Ma scusa quello non è il padrone?; Fedayn.
- Le commedie di Dario Fo, V, Torino, Einaudi, 1977.

Contiene: Mistero buffo; Ci ragiono e canto.
- Dario Fo parla di Dario Fo, intervista e saggio introduttivo di Erminia Artese, Cosenza, Lerici, 1977.
- Tutta casa, letto e chiesa, con Franca Rame, Verona, Bertani, 1978.
- La storia di un soldato, Milano, Electa, 1979.
- Storia della tigre ed altre storie, Milano, La Comune, 1980.
- Clacson, trombette e pernacchi, Milano, La Comune, 1981.
- Storia vera di Piero d'Angera che alla crociata non c'era, Milano, La Comune, 1981.
- Fabulazzo osceno, Milano, La Comune, 1982.
- Le commedie di Dario Fo, VI, Torino, Einaudi, 1984.

Contiene: La Marcolfa; Gli imbianchini non hanno ricordi; I tre bravi; Non tutti i ladri vengono per nuocere; Un morto da vendere; I cadaveri si spediscono e le donne si spogliano; L'uomo nudo e l'uomo in frak; Canzoni e ballate.
- Il ratto della Francesca, Milano, La Comune, 1986.
- Parti femminili. Una giornata qualunque, Una coppia aperta, con Franca Rame, Milano, La Comune, 1987.
- Manuale minimo dell'attore, Torino, Einaudi, 1987. ISBN 88-06-59810-4; 1997. ISBN 88-06-14775-7.
- Le commedie di Dario Fo, VII, Torino, Einaudi, 1988.

Contiene: Morte accidentale di un anarchico; La signora è da buttare, ISBN 88-06-59947-X.
- Le commedie di Dario Fo, VIII, con Franca Rame, Torino, Einaudi, 1989, ISBN 88-06-11458-1.

Contiene: Venticinque monologhi per una donna.
- Diario di Eva, adattamento e regia di Michele Cannaò e Maria Manganaro, Milano, Librolibero, 1989.
- Dialogo provocatorio sul comico, il tragico, la follia e la ragione, con Luigi Allegri, Roma-Bari, Laterza, 1990, ISBN 88-420-3526-2.
- La fine del mondo, Valverde, Il girasole, 1990.
- Le commedie di Dario Fo, IX, Torino, Einaudi, 1991, ISBN 88-06-12271-1.

Contiene: Coppia aperta, quasi spalancata (1983).
- Totò. Manuale dell'attor comico, Torino-Enna, Aleph, 1991; Firenze, Vallecchi, 1995, ISBN 88-8252-028-5.
- Fabulazzo, Milano, Kaos, 1992, ISBN 88-7953-006-2.
- Johan Padan a la descoverta de le Americhe, Firenze, Giunti, 1992, ISBN 88-09-00712-3; 1997, ISBN 88-09-01058-2.
- L'italiana in Algeri raccontata per figure da Dario Fo. Con l'aiuto di Francesco Calcagnini e Paola Mariani. Bozzetti, figurini, disegni di regia in mostra, Pesaro, Cassa di Risparmio di Pesaro, 1994.
- Le commedie di Dario Fo, X, Il papa e la strega e altre commedie, Torino, Einaudi, 1994, ISBN 88-06-13351-9.

Contiene: Fanfani rapito, Claxon trombette e pernacchi, Il ratto della Francesca, Il papa e la strega (1989).
- Sesso? Grazie, tanto per gradire, con Jacopo Fo e Franca Rame, in "Sipario", n. 552, dicembre 1994.
- Le commedie di Dario Fo, XI, Torino, Einaudi, 1994, ISBN 88-06-13722-0.

Contiene: Storia vera di Piero d'Angera, che alla crociata non c'era; L'opera dello sghignazzo; Quasi per caso una donna: Elisabetta.
- Il diavolo con le zinne, Torino, Einaudi, 1998, ISBN 88-06-14785-4.
- Marino libero! Marino è innocente!, Torino, Einaudi, 1998, ISBN 88-06-14934-2.
- Le commedie di Dario Fo, XII, Torino, Einaudi, 1998, ISBN 88-06-15069-3.

Contiene: Non si paga! non si paga!; La marijuana della mamma è la più bella; Dio li fa e poi li accoppa....
- Le commedie di Dario Fo, XIII, con Franca Rame, Torino, Einaudi, 1994, ISBN 88-06-15145-2.

Contiene: L'eroina; Grasso è bello!; Sesso? Grazie, tanto per gradire; Appunti e altre storie.
- Lu Santo Jullare Françesco, con VHS, Torino, Einaudi, 1999. ISBN 88-06-15390-0. Lu santo Jullàre Franzesco, nuova edizione a cura di Franca Rame e Chiara Porro, con DVD, Torino, Einaudi, 2014, ISBN 978-88-06-22311-3.
- La vera storia di Ravenna, Modena, Panini, 1999, ISBN 88-8193-076-5.
- Teatro, a cura di Franca Rame, Collezione i millenni, Torino, Einaudi, 2000, ISBN 88-06-15615-2; Collezione La Biblioteca della Spiga, Milano, Garzanti, 2020. [contiene: Gli arcangeli non giocano a flipper, Settimo: ruba un po' meno, Mistero buffo, Morte accidentale di un anarchico, Non si paga! Non si paga, Claxon trombette e pernacchi, Johan Padan e la descoverta de le Americhe, Lu Santo Jullàre Francesco, Tutta casa, letto e chiesa, Michela lu Lanzone, Lo stupro, Fabulazioni della Resistenza, Discorsi sul terrorismo e la repressione, Coppia aperta, quasi spalancata, Una giornata qualunque, L'eroina, Grasso è bello!]
- Lezione sul Cenacolo di Leonardo da Vinci tenuta da Dario Fo nel cortile della Pinacoteca di Brera a Milano il 27 maggio 1999, con VHS, San Lazzaro di Savena, Nuovi mondi, 2001. ISBN 88-900630-2-5; 2007. ISBN 978-88-8290-950-5.
- L'ascensione di Alessandro Magno portato in cielo da due grifoni, illustrazioni di Rachele Lo Piano, Sinnos, 2001, ISBN 978-88-86061-54-4.
- 22 cose che la sinistra deve fare e non ha ancora fatto, con Jacopo Fo e Franca Rame, San Lazzaro di Savena, Nuovi mondi, 2002, ISBN 88-900630-4-1.
- Cinquant'anni di storia italiana attraverso il teatro. Tournée 2001-2002, Viareggio, Baroni, 2002. ISBN 88-8209-207-0.
- Il paese dei mezaràt. I miei primi sette anni (e qualcuno in più), Milano, Feltrinelli, 2002. ISBN 88-07-01626-5.
- L'anomalo bicefalo, con Franca Rame, Roma, L'Espresso, 2004.
- Il tempio degli uomini liberi. Il Duomo di Modena, Modena, Panini, 2004, ISBN 88-8290-714-7.
- Caravaggio al tempo di Caravaggio, Modena, Panini, 2005, ISBN 88-8290-783-X.
- Il Mantegna impossibile, Modena, Panini, 2006, ISBN 88-8290-912-3.
- Bello figliolo che tu se' Raffaello, Modena, Panini, 2006, ISBN 88-8290-946-8.
- L'amore e lo sghignazzo, Milano, Guanda, 2007, ISBN 978-88-6088-093-2.
- Il mondo secondo Fo, conversazione con Giuseppina Manin, Milano, Guanda, 2007, ISBN 978-88-8246-888-0; 2016, ISBN 978-88-235-1524-6.
- Eloisa, Milano, Corriere della Sera, 2007.
- Gesù e le donne, Milano, Rizzoli, 2007, ISBN 978-88-17-01728-2.
- Tegno nelle mane occhi e orecchi: Michelagniolo, Modena, Panini, 2007, ISBN 978-88-248-0340-3.
- Sotto paga! Non si paga! Commedia in due atti, Torino, Einaudi, 2008, ISBN 978-88-06-19331-7.
- L'Apocalisse rimandata, ovvero Benvenuta catastrofe!, Milano, Guanda, 2008, ISBN 978-88-6088-672-9.
- Una vita all'improvvisa, con Franca Rame, Milano, Guanda, 2009, ISBN 978-88-6088-176-2.
- Giotto o non Giotto, Modena, Panini, 2009, ISBN 978-88-570-0139-5.
- Sant'Ambrogio e l'invenzione di Milano, Torino, Einaudi, 2009, ISBN 978-88-06-19486-4.
- Correggio che dipingeva appeso in cielo, Modena, Panini, 2010, ISBN 978-88-570-0208-8.
- L'osceno è sacro. La scienza dello scurrile poetico, Milano, Guanda, 2010, ISBN 978-88-6088-368-1.
- La Bibbia dei villani, Milano, Guanda, 2010, ISBN 978-88-6088-679-8.
- Arlecchino, con DVD, Torino, Einaudi, 2011, ISBN 978-88-06-20550-8.
- Il Boccaccio riveduto e scorretto, Milano, Guanda, 2011, ISBN 978-88-6088-575-3.
- Dio è nero! Il fantastico racconto dell'evoluzione, con DVD, Milano, Raffaello Cortina, 2011, ISBN 978-88-6030-435-3.
- Dario Fo e Franca Rame ripropongono e recitano Ruzzante, con DVD, Torino, Einaudi, 2012, ISBN 978-88-06-20358-0.
- La lezione. Storie del teatro in Italia, con Giorgio Albertazzi, con 4 DVD, Milano-Roma, BUR Rizzoli senzafiltro-Rai Eri, 2012. ISBN 978-88-17-05585-7.
- Il paese dei misteri buffi, Milano, Guanda, 2012, ISBN 978-88-6088-628-6.
- Picasso desnudo, Modena, Panini, 2012, ISBN 978-88-570-0551-5.
- Il Grillo canta sempre al tramonto. [Dialogo sull'Italia e il Movimento 5 stelle], con Gianroberto Casaleggio e Beppe Grillo, Milano, Chiarelettere, 2013, ISBN 978-88-6190-429-3.
- Un clown vi seppellirà, con Giuseppina Manin, Milano, Guanda, 2013, ISBN 978-88-235-0541-4.
- La figlia del papa, Milano, Chiarelettere, 2014, ISBN 978-88-6190-571-9.
- Ciulla, il grande malfattore, con Piero Sciotto, Milano, Guanda, 2014, ISBN 978-88-235-0952-8.
- Una Callas dimenticata, con Franca Rame, Modena, Panini, 2014, ISBN 978-88-570-0695-6.
- C'è un re pazzo in Danimarca, da un'idea di Jacopo Fo, Milano, Chiarelettere, 2015, ISBN 978-88-6190-654-9.
- Un uomo bruciato vivo. [Storia di Ion Cazacu], con Florina Cazacu, Milano, Chiarelettere, 2015, ISBN 978-88-6190-695-2.
- Nuovo manuale minimo dell'attore, con Franca Rame, Milano, Chiarelettere, 2015, ISBN 978-88-6190-752-2.
- Storia proibita dell'America, con la collaborazione di Jacopo Fo, Doris Corsini, Daniela Baldacchino, Dora Grittani Battaglino, Massimo Capotorto, Vania Di Febo, David Staunovo Polacco, Claudia Rordorf, Daniela Trenti, Milano, Guanda, 2015, ISBN 978-88-235-1123-1.
- Dario Fo dipinge Maria Callas, Milano, Skira, 2015, ISBN 978-88-572-2995-9.
- Dario Fo. Mistero buffo a colori. Opere da Nuovo manuale minimo dell'attore, Milano, Skira, 2015, ISBN 978-88-572-3049-8.
- Dario Fo. Omaggio a Marc Chagall, GAMM, Firenze, Giunti, 2015, ISBN 978-88-09-82853-7.
- Razza di zingaro, Milano, Chiarelettere, 2016, ISBN 978-88-6190-762-1.
- Dario e Dio, con Giuseppina Manin, Milano, Guanda, 2016, ISBN 978-88-235-1321-1.
- Darwin. Ma siamo scimmie da parte di padre o di madre?, Milano, Chiarelettere, 2016, ISBN 978-88-6190-856-7.
- La tragedia di Aldo Moro, Prefazione di Jacopo Fo, Roma, Rogas, 2025, ISBN 979-12-815-4327-0. [contiene due testi incompiuti: il primo atto de La tragedia di Moro, scritto nel 1979, e Il caso Pietro Lanzini, detto lo sgraffiamacchine]

## Programmi radiofonici Rai
- Non si vive di solo pane, comode evasioni con morale inedita di Dario Fo e Franco Parenti, musiche di Fiorenzo Carpi, regia di Giulio Scarnicci, trasmesso il 5 agosto 1956.

## Varietà televisivi Rai
- Teatro in scatola, di Franco Parenti, Dario Fo, Giustino Durano, orchestra diretta da Vittorio Paltrinieri, regia di Daniele D'Anza, trasmesso il 1º marzo 1954.
- Automobili (miniserie televisiva RAI), con Lucio Dalla, regia di Luigi Perelli, trasmesso il 15 marzo 1977.
- Trasmissione forzata del 1988 su Rai 3, che segna il ritorno televisivo di Dario Fo e Franca Rame.

## Prosa televisiva Rai
- Villini a sorpresa di Frank Lauder e Sidney Giliat, regia di Stefano De Stefani, trasmessa il 19 febbraio 1958.
- I cadaveri si spedisconno, farsa gialla di Dario Fo, regia di Fo e Vito Molinari trasmessa 3 gennaio (1959)
- L'uomo nudo e l'uomo in frac di Dario Fo, regia di Dario Fo, trasmessa il 20 marzo 1962.

## Filmografia

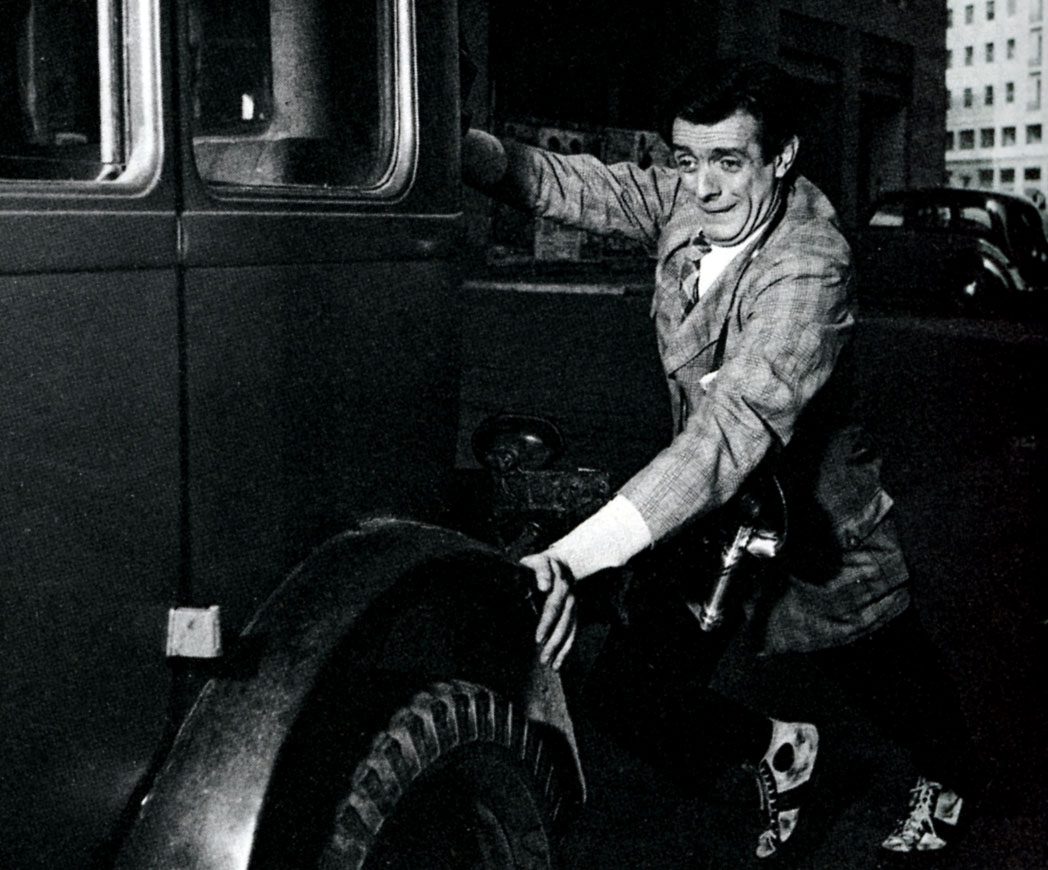
Dario Fo ne Lo svitato (1956)

- Scuola elementare, regia di Alberto Lattuada (1955)
- Lo svitato, regia di Carlo Lizzani (1956)
- Souvenir d'Italie, regia di Antonio Pietrangeli (1957)
- Rascel-Fifì, regia di Guido Leoni (1957)
- Nata di marzo, regia di Antonio Pietrangeli (1958)
- Monetine da cinque lire, regia di Claudio Fino – film TV (1959)
- Follie d'estate, regia di Edoardo Anton e Carlo Infascelli (1963)
- Il Cantamaggio, regia di Paolo Benvenuti e Gianni Menon – cortometraggio (1978)
- Il primo miracolo di Gesù Bambino, regia di Ferruccio Marotti – cortometraggio (1985)
- I promessi sposi, regia di Salvatore Nocita – miniserie TV (1989)
- Musica per vecchi animali, regia di Umberto Angelucci e Stefano Benni (1989)
- La freccia azzurra, solo voce, regia di Enzo D'Alò (1996)
- Johan Padan a la descoverta de le Americhe, regia di Guido Cingoli (2002) - solo voce
- Zero - Inchiesta sull'11 settembre di Franco Fracassi, con Dario Fo, Lella Costa e Moni Ovadia (2007)
- Francesco, lu santo jullare, regia di Felice Cappa – film TV (2014)
- Sweet Democracy, regia di Michele Diomà (2016)[57]
- Dario Fo: L'ultimo mistero Buffo, regia di Gianluca Rame – documentario (2022)

## Discografia parziale

### 33 giri
- 1962: Dario Fo & Franca Rame (Dischi Ricordi, MRL 6029)
- 1966: Ci ragiono e canto (I dischi del sole, DS 119/21; con il Nuovo Canzoniere Italiano)
- 21 maggio 1976: Il teatro di Dario Fo - Mistero buffo (Collettivo Teatrale La Comune; 6 dischi a 33 giri)
- 1972: Il teatrino di Dario Fo (Family Records, SFR-RI 620)
- 1977: Ma che aspettate a batterci le mani (Dischi Ricordi - Serie Orizzonte, ORL 8076)[58]

### EP
- 1960: Le canzoni di Fo Vol. 1 (Dischi Ricordi, ERL 184)
- 1960: Le canzoni di Fo Vol. 2 (Dischi Ricordi, ERL 189)
- 1964: Le canzoni di "Settimo: ruba un po' meno" (I dischi del sole, DS 25; con il Fiorenzo Carpi)

### 45 giri
- 1962: Il mio amico Aldo/Tre storie di gatti (una triste, una allegra, una media) (Dischi Ricordi/Baffo, Baffo I; con Giorgio Gaber)
- 1962: Il foruncolo/La brutta città (Dischi Ricordi, SRL 10.305)
- 3 dicembre 1962: Su cantiam/Stringimi forte i polsi (Dischi Ricordi, SRL 10.307)
- 1970: Ma che aspettate a batterci le mani?/E chi ce lo fa fare? (Edipan, lv 7011)
- 1980: I supereroi parte 1/I supereroi parte 2 (Fonit Cetra, CTC 002)
- 2010: A solo un metro (Verba Manent/Collezione Ubix, con Luca Bussoletti)

### CD
- 2009: Fo canta Fo (Edipan, CD PAN 1001)

## Opere tradotte
- (EN)  "Francis, the Holy Jester" Beautiful Books, 2009. ISBN 978-1-905636-71-6. (trad. di Mario Pirovano)
- (DA)  Flagermusenes Landsby (trad. a cura di Bent Holm), Samlerens Forlag, ISBN 87-568-1735-5 (trad. di Il paese dei Mezaràt, 2002)

## Riconoscimenti
- Premio Sonning
  - 1981

- Premio Hystrio
  - 1996 – Videoteatro

- Premio Ubu
  - 1991/1992 - Miglior attore per Johan Padan a la descoverta de le Americhe di Dario Fo

- Premio Flaiano sezione teatro[59]
  - 2000 – Alla carriera

### Libri e monografie
- AA. VV., Dario Fo & Franca Rame. Beyond the rules, in "Spunti e ricerche", 31, 2015 (con contributi, tra gli altri, di Antonio Scuderi, Simone Soriani, Luciana d'Arcangeli)
- Erminia Artese, Dario Fo parla di Dario Fo, Cosenza, Lerici, 1977.
- Anna Barsotti, Eduardo, Fo e l'attore-autore del Novecento, Roma, Bulzoni, 2007.
- Anna Barsotti, Eva Marinai (a cura di), Dario Fo e Franca Rame, una vita per l'arte, Corazzano (PI), Titivillus, 2011.
- Lanfranco Binni, Dario Fo, Firenze, La Nuova Italia, 1977.
- Andrea Bisicchia, Invito alla lettura di Dario Fo, Milano, Mursia, 2003.
- Concetta D'Angeli, Simone Soriani (a cura di), Coppia d'arte - Dario Fo e Franca Rame, Pisa, Plus, 2006.
- Giuseppina Manin (a cura di), Dario Fo - Il mondo secondo Fo, Parma, Ugo Guanda Editore, 2007.
- Claudio Meldolesi, Su un comico in rivolta, Roma, Bulzoni, 1978.
- Pedro Montalban-Kroebel, Dario Fo. Sindaco? / Dario Fo. Mayor? (edizione italiano e inglese), Avellino, Per Caso Sulla Piazzeta, Collana Twin Faces, 2010, ISBN 978-88-88332-12-3.
- Marisa Pizza, Il gesto, la parola, l'azione, Roma, Bulzoni, 1996.
- Paolo Puppa, Il teatro di Dario Fo, Venezia, Marsilio Editori, 1978.
- Antonio Scuderi, Dario Fo and Popular Performance, Legas, 1998.
- Simone Soriani, Dario Fo. Dalla commedia al monologo (1959-1969), Corazzano (PI), Titivillus, 2007.
- Simone Soriani, Petrolini e Dario Fo. Drammaturgia d'attore, Roma, Fermenti, 2020
- Giorgio Taffon, Dario Fo: scrivere oltre le regole per un teatro di rivendicazione, in Maestri drammaturghi nel teatro italiano del '900. Tecniche, forme, invenzioni, Roma-Bari, Laterza, 2007.
- Chiara Valentini, La storia di Dario Fo, Milano, Feltrinelli, 1997.
- (EN) Joseph Farrell, Antonio Scuderi (a cura di), Dario Fo: Stage, text, and Tradition, Carbondale (Illinois) USA, Southern Illinois University Press, 2000,  p.  222., ISBN 978-0-8093-2335-7.
- Andrea Balzola, Marisa Pizza, Il teatro a disegni di Dario Fo con Franca Rame, Milano, Scalpendi, 2016.

### Articoli e saggi
- Ascanio Celestini, A colloquio con Dario Fo, in "Atti & Sipari", 6, 2009.
- Beatrice Alfonzetti, Gli anni di piombo e la scena. Satira e tragedia in Dario Fo, in "L'illuminista", numeri 2-3, 2000
- Anna Barsotti, Grandi giuocolieri e giullari contro la macchina che pialla i teatranti: Eduardo e Fo, in "Ariel", n. 3, settembre-dicembre 2001; Id., Dario Fo giullarista e istriomane, in AA.VV., Comicità negli anni settanta. Percorsi eccentrici di una metamorfosi tra teatro e media, ETS 2005; Fo acrobata delle arti, in AA.VV., Dario Fo e Franca Rame, una vita per l'arte, a cura di A. Barsotti ed E. Marinai, Corazzano (PI), Titivillus, 2011
- Luciana d'Arcangeli, Dario Fo Franca Rame and the Censors, in Guido Bonsaver e Robert Gordon (a cura di), Culture, Censorship and the State in Twentieth-Century Italy, Legenda, Oxford, 2004; Id., Madness in the Theatre of Dario Fo and Franca Rame, in «Forum Italicum», volume 39, issue 1, Spring 2005
- Bianca Fo Garambois, La ringhiera dei miei vent'anni, Torino, Einaudi, 1981
- Paolo Puppa, Comicità e solitudine: il tempo della battuta, in AA. VV., Comicità negli anni settanta. Percorsi eccentrici di una metamorfosi tra teatro e media, ETS 2005
- Gregorio Rossi, Dario Fo, Pittore eccellente, Quid Magazine, Storie dell'arte, ottobre 2016
- Antonio Scuderi, The Cooked and the Raw: Zoomorphic Symbolism in Dario Fo's Giullarate, in "The Modern Language review", n. 1, vol. 99, gennaio 2004; Id., Metatheatre ad Character Dynamics in "The Two-Heaed Anomaly" by Dario Fo, in "New Theatre Quarterly", n. 81, febbraio 2005
- Simone Soriani, Dario Fo, il teatro di narrazione, la nuova performance epica, in «Forum Italicum», vol. 39, n. 2, Fall 2005
- Silvio Tasselli, Gunter Grass e Dario Fo, Storia & Battaglie n. 89, marzo 2009; Id., Dario Fo e l'amico di Cesenatico, Storia & Battaglie, n. 113, maggio 2011
- Pietro Trifone, Gli incunaboli del grammelot. Appunti sulla lingua del primo Fo, in Id., L'italiano a teatro. Dalla commedia rinascimentale a Dario Fo, Pisa-Roma, Istituti Editoriali e Poligrafici Internazionali, 2000
- Anna Zennaro, Dario Fo, Pittore, Trieste Artecultura, giugno 2012